# Liste der Kulturdenkmale in Deggingen

Wappen von Deggingen

In der Liste der Kulturdenkmale in Deggingen werden unbeweglichen Bau- und Kunstdenkmale in Deggingen aufgelistet. Diese Liste ist noch unvollständig.

## Allgemein
- Bild: Zeigt ein ausgewähltes Bild aus Commons, „Weitere Bilder“ verweist auf die Bilder im Medienarchiv Wikimedia Commons.
- Bezeichnung: Nennt den Namen, die Bezeichnung oder die Art des Kulturdenkmals.
- Lage: Straßenname und Hausnummer oder Flurstücknummer des Kulturdenkmals, gegebenenfalls auch den Ortsteil. Die Grundsortierung der Liste erfolgt nach dieser Adresse. Der Link (Karte) führt zu verschiedenen Kartendiensten mit der Position des Kulturdenkmals. Fehlt dieser Link, wurden die Koordinaten noch nicht eingetragen. Sind diese bekannt, können sie über ein Tool mit einer Kartenansicht einfach nachgetragen werden. In dieser Kartenansicht sind Kulturdenkmale ohne Koordinaten mit einem roten bzw. orangen Marker dargestellt und können durch Verschieben auf die richtige Position in der Karte mit Koordinaten versehen werden. Kulturdenkmale ohne Bild sind an einem blauen bzw. roten Marker erkennbar.
- Datierung: Baubeginn, Fertigstellung, Datum der Erstnennung oder grobe zeitliche Einordnung entsprechend des Eintrags in der zuständigen Denkmaldatenbank (Landesamt für Denkmalpflege Baden-Württemberg).
- Beschreibung: Kurzcharakteristik des Kulturdenkmals.

## Liste
| Bild           | Bezeichnung                                                                     | Lage                                                                      | Datierung                                            | Beschreibung | ID |
| -------------- | ------------------------------------------------------------------------------- | ------------------------------------------------------------------------- | ---------------------------------------------------- | --- | -- |
|                | Wallanlage                                                                      | Flur Nordalb, am Waldrand (Karte)                                         |                                                      | Die Wallanlage liegt nördlich von Deggingen. Geschützt nach § 2 DSchG |    |
|                | Römisches Kleinkastell                                                          | Flur An der Ditzenbacher Steige (Karte)                                   |                                                      | Das römische Kleinkastell befindet sich südwestlich von Berneck. Geschützt nach § 2 DSchG | BW |
|                | Burg an der Ungerhalde                                                          | Flur Degginger Berg, Schloßgraben (Flstnr. 2616)                          | 1472 erwähnt                                         | Die abgegangene Burg an der Ungerhalde befindet sich auf einem Bergvorsprung oberhalb des Dürrentales. Es sind noch einige umfangreiche Erdwerke von ihr erhalten. Geschützt nach § 2 DSchG                                                                                    |    |
| Weitere Bilder | Burg Berneck                                                                    | Flur Berneck (Flstnr. 973, 974) (Karte)                                   | 12./13. Jahrhundert                                  | Die Ruine der Burg Berneck befindet sich auf einer Kante des Albtraufs südöstlich von Deggingen. Zu ihr gehören ein Burghügel mit den ihn umgebenden Wall- und Grabenanlagen. Geschützt nach § 2 DSchG                                                                         |    |
|                | Bauhof der Burg Berneck                                                         | Berneck, Bereich zwischen Nr. 4, 5 und 7 (Flstnr. 971, 971/1, Vic.W. 4/5) | 1371 erwähnt                                         | Der Bauhof der Burg Berneck wurde wahrscheinlich zeitgleich mit der Burg erbaut. Erwähnt wurde sie jedoch zunächst erst 1371. Ab 1472 wurde eine zu dem Hof gehörende Ziegelhütte genannt, welche noch bis in das 19. Jahrhundert Ziegel fabrizierte. Geschützt nach § 2 DSchG |    |
|                | Abgegangene Wallfahrtskirche Ave Maria mit Kaplaneihaus                         | Flur Ave - Maria - Berg (Flstnr. 717/2, 717/5)                            | um 1470                                              | Die heute abgegangene Wallfahrtskirche Ave Maria mit Kaplaneihaus wurde auf Grund einer Stiftung von Graf Friedrichs von Helfenstein erbaut. Sie befindet sich in etwa 220 Meter oberhalb der modernen Wallfahrtskirche. Geschützt nach § 2 DSchG                              |    |
| Weitere Bilder | Wallfahrtskirche Ave Maria mit Kreuzweg und Kapelle zur heiligen Dreifaltigkeit | Ave Maria 1, 4 (Karte)                                                    | 1716–18                                              | Die Wallfahrtskirche Ave Maria mit Kreuzweg und Kapelle zur heiligen Dreifaltigkeit befindet sich östlich außerhalb von Deggingen, an einem Hang unterhalb der alten Wallfahrtskirche mit demselben Namen. Geschützt nach §§ 2, 28 DSchG                                       |    |
| Weitere Bilder | Buschelkapelle                                                                  | Berneck 11 (Karte)                                                        | 1911                                                 | Die Buschelkapelle liegt auf dem Burgstall der abgegangenen Burg Berneck. Geschützt nach § 28 DSchG |    |
| Weitere Bilder | Katholische Pfarrkirche                                                         | Hauptstraße 26 (Karte)                                                    | Turm aus dem 14. Jahrhundert, Kirchenschiff von 1700 | Die katholische Pfarrkirche befindet sich zentral in Deggingen, in der Nähe der Fils. Das heutige Kirchenschiff wurde von H. Wiedemann erbaut. Geschützt nach § 28 DSchG |    |
|                | Schafhaus                                                                       | Nordalb (Karte)                                                           | frühes 19. Jahrhundert                               | Das Schafhaus befindet sich nördlich von Deggingen auf einer Hochfläche der Schwäbischen Alb. Umgeben wird es von Wacholderheiden. Geschützt nach § 2 DSchG |    |
|                | Katholische Pfarrkirche                                                         | Reichenbach, Schlater Straße 12                                           | 1728, mit älterem Kern                               | Diese katholische Pfarrkirche befindet sich nördlich des historischen Kerns Reichenbachs. Zu ihr gehört ein Kirchhof mit Mauer. Geschützt nach § 12 DSchG |    |